# Tönissteiner (equip ciclista)
L'equip Tönissteiner va ser un equip ciclista belga, de ciclisme en ruta que va competir entre 1984 i 1985.

## Corredor millor classificat en les Grans Voltes
| Any  | Giro d'Itàlia | Tour de França    | Volta a Espanya  |
| ---- | ------------- | ----------------- | ---------------- |
| 1984 | -             | -                 | 46.º Jan Wynants |
| 1985 | -             | 32.º Paul Wellens | -                |

## Principals resultats
- Le Samyn: Daniel Rossel (1984)
- Binche-Tournai-Binche: Benny Van Brabant (1984)

### A les grans voltes
- Giro d'Itàlia
  - 0 participacions

- Tour de França
  - 1 participacions (1985)
  - 0 victòries d'etapa:
  - 0 classificació finals:
  - 0 classificacions secundàries:

- Volta a Espanya
  - 1 participacions (1984)
  - 1 victòries d'etapa:
    - 1 al 1984: Daniel Rossel

  - 0 classificació finals:
  - 0 classificacions secundàries:

## Composició de l'equip
| \| Llista de l'equip 1984 \| Llista de l'equip 1984 \| Llista de l'equip 1984 \| Llista de l'equip 1984 \| \| Ciclista \| Data de naixement \| Equip previ \| \| \| ---------------------- \| ---------------------- \| ------------------------- \| ---------------------- \| \| Wim Baeyens \| 29 de setembre de 1961 \| \| \| \| Jan Baeyens \| 16 de juny de 1957 \| \| \| \| Guido Beyens \| 30 de novembre de 1955 \| \| \| \| Flip Cottenies \| 20 de agost de 1962 \| \| \| \| Kenny De Maerteleire \| 4 de maig de 1961 \| \| \| \| Jules Dubois \| 29 de març de 1958 \| \| \| \| Marc Goossens \| 11 de febrer de 1958 \| \| \| \| Roger Ilegems \| 13 de desembre de 1962 \| \| \| \| André Lurquin \| 27 de agost de 1961 \| \| \| \| Stefan Morjean \| 17 de març de 1960 \| \| \| \| Rudy Patry \| 6 de agost de 1961 \| \| \| \| Daniel Rossel \| 24 de juliol de 1960 \| \| \| \| Danny Van Baelen \| 2 de agost de 1960 \| \| \| \| Benny Van Brabant \| 8 de maig de 1959 \| Splendor-Euro Shop (1983) \| \| \| Francis Vermaelen \| 5 de agost de 1960 \| \| \| \| Luc Wallays \| 7 de agost de 1961 \| \| \| \| Johan Wellens \| 14 de febrer de 1956 \| \| \| \| Jan Wijnants \| 8 de setembre de 1958 \| Boule d'Or-Colnago (1983) \| \| \| Ludwig Wijnants \| 4 de juliol de 1956 \| Boule d'Or-Colnago (1983) \| \| \| Aloïs Wouters \| 17 de agost de 1962 \| \| \| \| \| \| \| \| \| Font: Cycling Archives \| \| \| \|Nota: Wim Baeyens Nota: Jan Baeyens Nota: Guido Beyens Nota: Flip Cottenies Nota: Kenny De Maerteleire Nota: Jules Dubois Nota: Marc Goossens Nota: Roger Ilegems Nota: André Lurquin Nota: Stefan Morjean Nota: Rudy Patry Nota: Daniel Rossel Nota: Danny Van Baelen |                        |                           |  |
| Llista de l'equip 1984 |                        |                           |  |
| Ciclista | Data de naixement      | Equip previ               |  |
| Wim Baeyens | 29 de setembre de 1961 |                           |  |
| Jan Baeyens | 16 de juny de 1957     |                           |  |
| Guido Beyens | 30 de novembre de 1955 |                           |  |
| Flip Cottenies | 20 de agost de 1962    |                           |  |
| Kenny De Maerteleire | 4 de maig de 1961      |                           |  |
| Jules Dubois | 29 de març de 1958     |                           |  |
| Marc Goossens | 11 de febrer de 1958   |                           |  |
| Roger Ilegems | 13 de desembre de 1962 |                           |  |
| André Lurquin | 27 de agost de 1961    |                           |  |
| Stefan Morjean | 17 de març de 1960     |                           |  |
| Rudy Patry | 6 de agost de 1961     |                           |  |
| Daniel Rossel | 24 de juliol de 1960   |                           |  |
| Danny Van Baelen | 2 de agost de 1960     |                           |  |
| Benny Van Brabant | 8 de maig de 1959      | Splendor-Euro Shop (1983) |  |
| Francis Vermaelen | 5 de agost de 1960     |                           |  |
| Luc Wallays | 7 de agost de 1961     |                           |  |
| Johan Wellens | 14 de febrer de 1956   |                           |  |
| Jan Wijnants | 8 de setembre de 1958  | Boule d'Or-Colnago (1983) |  |
| Ludwig Wijnants | 4 de juliol de 1956    | Boule d'Or-Colnago (1983) |  |
| Aloïs Wouters | 17 de agost de 1962    |                           |  |
| |                        |                           |  |
| Font: Cycling Archives |                        |                           |  |

| \| Llista de l'equip 1985 \| Llista de l'equip 1985 \| Llista de l'equip 1985 \| Llista de l'equip 1985 \| \| Ciclista \| Data de naixement \| Equip previ \| \| \| ---------------------- \| ---------------------- \| ----------------------------- \| ---------------------- \| \| Flip Cottenies \| 20 de agost de 1962 \| \| \| \| Jules Dubois \| 29 de març de 1958 \| \| \| \| André Lurquin \| 27 de agost de 1961 \| \| \| \| Stefan Morjean \| 17 de març de 1960 \| \| \| \| Rudy Patry \| 6 de agost de 1961 \| \| \| \| Noël Segers \| 21 de desembre de 1959 \| Kwantum Hallen-Decosol (1984) \| \| \| Danny Van Baelen \| 2 de agost de 1960 \| \| \| \| Benny Van Brabant \| 8 de maig de 1959 \| Splendor-Euro Shop (1983) \| \| \| Luc Wallays \| 7 de agost de 1961 \| \| \| \| Paul Wellens \| 27 de juny de 1952 \| Ariostea (1984) \| \| \| Willem Wijnant \| 16 de juliol de 1961 \| \| \| \| Jan Wijnants \| 8 de setembre de 1958 \| Boule d'Or-Colnago (1983) \| \| \| Ludwig Wijnants \| 4 de juliol de 1956 \| Boule d'Or-Colnago (1983) \| \| \| Aloïs Wouters \| 17 de agost de 1962 \| \| \| \| \| \| \| \| \| Font: Cycling Archives \| \| \| \|Nota: Flip Cottenies Nota: Jules Dubois Nota: André Lurquin Nota: Stefan Morjean Nota: Rudy Patry |                        |                               |  |
| Llista de l'equip 1985 |                        |                               |  |
| Ciclista | Data de naixement      | Equip previ                   |  |
| Flip Cottenies | 20 de agost de 1962    |                               |  |
| Jules Dubois | 29 de març de 1958     |                               |  |
| André Lurquin | 27 de agost de 1961    |                               |  |
| Stefan Morjean | 17 de març de 1960     |                               |  |
| Rudy Patry | 6 de agost de 1961     |                               |  |
| Noël Segers | 21 de desembre de 1959 | Kwantum Hallen-Decosol (1984) |  |
| Danny Van Baelen | 2 de agost de 1960     |                               |  |
| Benny Van Brabant | 8 de maig de 1959      | Splendor-Euro Shop (1983)     |  |
| Luc Wallays | 7 de agost de 1961     |                               |  |
| Paul Wellens | 27 de juny de 1952     | Ariostea (1984)               |  |
| Willem Wijnant | 16 de juliol de 1961   |                               |  |
| Jan Wijnants | 8 de setembre de 1958  | Boule d'Or-Colnago (1983)     |  |
| Ludwig Wijnants | 4 de juliol de 1956    | Boule d'Or-Colnago (1983)     |  |
| Aloïs Wouters | 17 de agost de 1962    |                               |  |
| |                        |                               |  |
| Font: Cycling Archives |                        |                               |  |